# Roussillon-en-Morvan
Pour les articles homonymes, voir Roussillon.
Roussillon-en-Morvan est une commune française située dans le département de Saône-et-Loire, en région Bourgogne-Franche-Comté. En 2018, elle compte 273 habitants.

## Géographie
La commune de Roussillon-en-Morvan est située, comme son nom l'indique, dans le massif du Morvan, plus précisément dans le parc naturel régional du Morvan. Elle s'élève sur un petit plateau situé en bordure de la Canche, sur l'ancienne voie gallo-romaine qui reliait Autun à Orléans par Château-Chinon au milieu de la forêt de Glenne et de celle du Folin. Elle était autrefois l'une des communes les plus importantes du canton et son territoire est l'un des plus accidentés du Morvan dont le sol sablonneux et ingrat ne donne que seigle et sarrasin. À la fin du XIXe siècle, la forêt couvrait encore 1 464 hectares.
Sur le territoire de la commune est partiellement implantée une forêt domaniale : la forêt de Glenne (contenance totale : 439,10 ha), qui mêle conifères et feuillus.

### Communes limitrophes
On y accède aujourd'hui par la route de Château-Chinon à Autun et de Roussillon à Saint-Léger-sous-Beuvray.
Ce chef-lieu, est bâti sur une montagne. Il se composait au XIXe siècle, essentiellement d'une agglomération assez considérable de chaumières et de quelques jolies constructions.

### Hydrographie
- 5 fontaines ;
- La Canche, rivière venant de Bois l'Abbesse, au sud, et coule au fond d'un étroit ravin. Elle forme une cascade appelée Le Sault-de-la-Canche. Et son affluent : le ruisseau Lagoutte.

### Hameaux
- Aigrevault : Aspera Vallis, sur une hauteur rocheuse dominant la sombre vallée de La Canche, possédait jadis une maison seigneuriale. Dans un champ voisin à l'ouest sont les restes d'une construction romaine, avec des débris de mosaïques. Ce hameau formait un fief en toute justice mouvant de Roussillon. Il a été le berceau d'une noble famille de ce nom. Guyot d'Aigrevault parut au siège de Château-Chinon. Charles de Laval seigneur de La Boulaye en était possesseur en 1470, Denis son fils le vendit à Henri Ravier, Bailli d'Autun, qui en fit en 1560, la montre de ses vassaux, au nombre de dix par devant Claude de Saulx-Ventoux, lieutenant-général de Bourgogne. Jeanne Ravier, sa petite-fille le porta en 1598, à Charles d'Arlay écuyer qui le céda en 1664 à Pierre de Choiseul-Traves, sire de Vautheau. Nicolas de Chalgy, comte de Roussillon l'acquit en 1671 et le réunit à ses domaines. Hugues Rolet, écuyer, greffier au bailliage d'Autun, en 1515 puis notaire, maître forestier et contrôleur du grenier à sel en 1523, échevin puis vierg d'Autun de 1540 à 1541, se disait aussi seigneur d'Aigrevault, en partie en 1524[3] et Charles du Vivier en 1534.
- Blain-le-Vieil : au-dessus est l'ancien moulin banal de la seigneurie, affermé en 1468, trois setiers et demi de seigle.
- Bellevue : on y découvert des antiquités, comme des tuiles à rebords, vases et médailles.
- Bise : petite rue à côté du Pommoy.
- Bois l'Abbesse :
- Les Barbeaux : on y voyait jadis des fragments de la voie romaine qui d'Autun se dirigeait vers Arleuf.
- Chezet (Chéset) : ancien relais de poste, c'est un gros bourg, bâti à flanc de montagne. Au Nord, il était traversé naguère par la route de Château-Chinon à Autun et par la voie romaine déjà citée. C'est peut-être le lieu nommé Chizeaux dans le dénombrement donné par Isabeau, femme de Jean de Châtillon, seigneur de Roussillon, en 1271 ; Jean de Chizeaux se trouva au siège de Château-Chinon.
- Fontaine-Saint-Martin - Goy - la Goutte - les Grosses-Têtes -les Guillaumes :
- Le Jeuzot : autrefois Gisors, au nord-est dominé par une montagne de 619 mètres d'élévation, était aussi un fief mouvant de Roussillon. Nicole de Cotignon le porta à Charles de Laval, sieur de La Boulaye. Michel, leur fils, laissa de Charlotte de Génelard un fils, Pierre, marié en 1545 à Suzanne de Champ-Robert, dame de La Cosne, au pariochage d'Anost. De cette union vint Vivande de Laval, qui épousa Michel de La Perrière. Elle testa en faveur de Jean de Champ-Robert, son cousin sur lequel Le Jeuzot fut vendu par décret et adjugé à Hugues de Chaugy, seigneur du Monceau et de Roussillon.
- Mizieux : divisé en Grand-Mizieux et Petit-Mizieux, sur une montagne entourée de forêts, est à 527 mètres d'altitude était au XVIIIe siècle, alternatif de avec La Celle et en 1865 fait partie des deux communes. Sous la féodalité il formait une dépendance de la châtellenie de Glaine. Les anciens seigneurs de Roussillon y percevaient divers droits, connus sous le nom de charnaiges[4].
- Le Monceau : (fief à Claude Viry qui le vend en 1473 à Michel de Chaugy), avec celui de La Bussière. Au-dessus de la rivière de La Canche se trouvait jadis une verrerie établie par les seigneurs de Roussillon qui l'affermaient 500 livres par an, à condition de fournir le bois nécessaire au chauffage du fourneau. Elle avait été primitivement fondée dans la basse-cour de la maison-forte du Monceau, où elle existait encore en 1619. L'établissement avait 32 mètres de long et 12 de large, et occupait 6 ouvriers.
- Le Pavillon :
- Le Pommoy : près du ruisseau de La Goutte et de la nouvelle route d'Autun, avait droit d'usage et de pacage dans les forêts de Roussillon et d'y mener les porcs de l'auge de mars, par concession de Hugues de Chaulgy, dès 1579, au moyen d'un écu d'or par feu et d'une rente de cinq sous, payable à la Saint-Ladre.
- Les Pécines : on y voyait jadis des fragments de la voie romaine comme aux Barbeaux qui allait d'Autun à Arleuf.
- Les Grandes-Ventes :

### Climat
Pour des articles plus généraux, voir Climat de la Bourgogne-Franche-Comté et Climat de Saône-et-Loire.
En 2010, le climat de la commune est de type climat de montagne, selon une étude du Centre national de la recherche scientifique s'appuyant sur une série de données couvrant la période 1971-2000. En 2020, Météo-France publie une typologie des climats de la France métropolitaine dans laquelle la commune est exposée à un climat océanique altéré et est dans la région climatique Lorraine, plateau de Langres, Morvan, caractérisée par un hiver rude (1,5 °C), des vents modérés et des brouillards fréquents en automne et hiver.
Pour la période 1971-2000, la température annuelle moyenne est de 10,1 °C, avec une amplitude thermique annuelle de 16,7 °C. Le cumul annuel moyen de précipitations est de 1 291 mm, avec 14,4 jours de précipitations en janvier et 9 jours en juillet. Pour la période 1991-2020, la température moyenne annuelle observée sur la station météorologique de Météo-France la plus proche, « Chateau Chinon », sur la commune de Château-Chinon (Ville) à 15 km à vol d'oiseau, est de 10,5 °C et le cumul annuel moyen de précipitations est de 1 252,3 mm. 
La température maximale relevée sur cette station est de 38,8 °C, atteinte le 25 juillet 2019 ; la température minimale est de −21,3 °C, atteinte le 10 février 1956,,.
Les paramètres climatiques de la commune ont été estimés pour le milieu du siècle (2041-2070) selon différents scénarios d'émission de gaz à effet de serre à partir des nouvelles projections climatiques de référence DRIAS-2020. Ils sont consultables sur un site dédié publié par Météo-France en novembre 2022.

## Urbanisme

### Typologie
Au 1er janvier 2024, Roussillon-en-Morvan est catégorisée commune rurale à habitat très dispersé, selon la nouvelle grille communale de densité à sept niveaux définie par l'Insee en 2022.
Elle est située hors unité urbaine. Par ailleurs la commune fait partie de l'aire d'attraction d'Autun, dont elle est une commune de la couronne,. Cette aire, qui regroupe 42 communes, est catégorisée dans les aires de moins de 50 000 habitants,.

### Occupation des sols
L'occupation des sols de la commune, telle qu'elle ressort de la base de données européenne d’occupation biophysique des sols Corine Land Cover (CLC), est marquée par l'importance des forêts et milieux semi-naturels (76,3 % en 2018), une proportion sensiblement équivalente à celle de 1990 (76,2 %). La répartition détaillée en 2018 est la suivante : forêts (75,3 %), prairies (19,6 %), zones agricoles hétérogènes (4,1 %), milieux à végétation arbustive et/ou herbacée (1 %). L'évolution de l’occupation des sols de la commune et de ses infrastructures peut être observée sur les différentes représentations cartographiques du territoire : la carte de Cassini (XVIIIe siècle), la carte d'état-major (1820-1866) et les cartes ou photos aériennes de l'IGN pour la période actuelle (1950 à aujourd'hui).

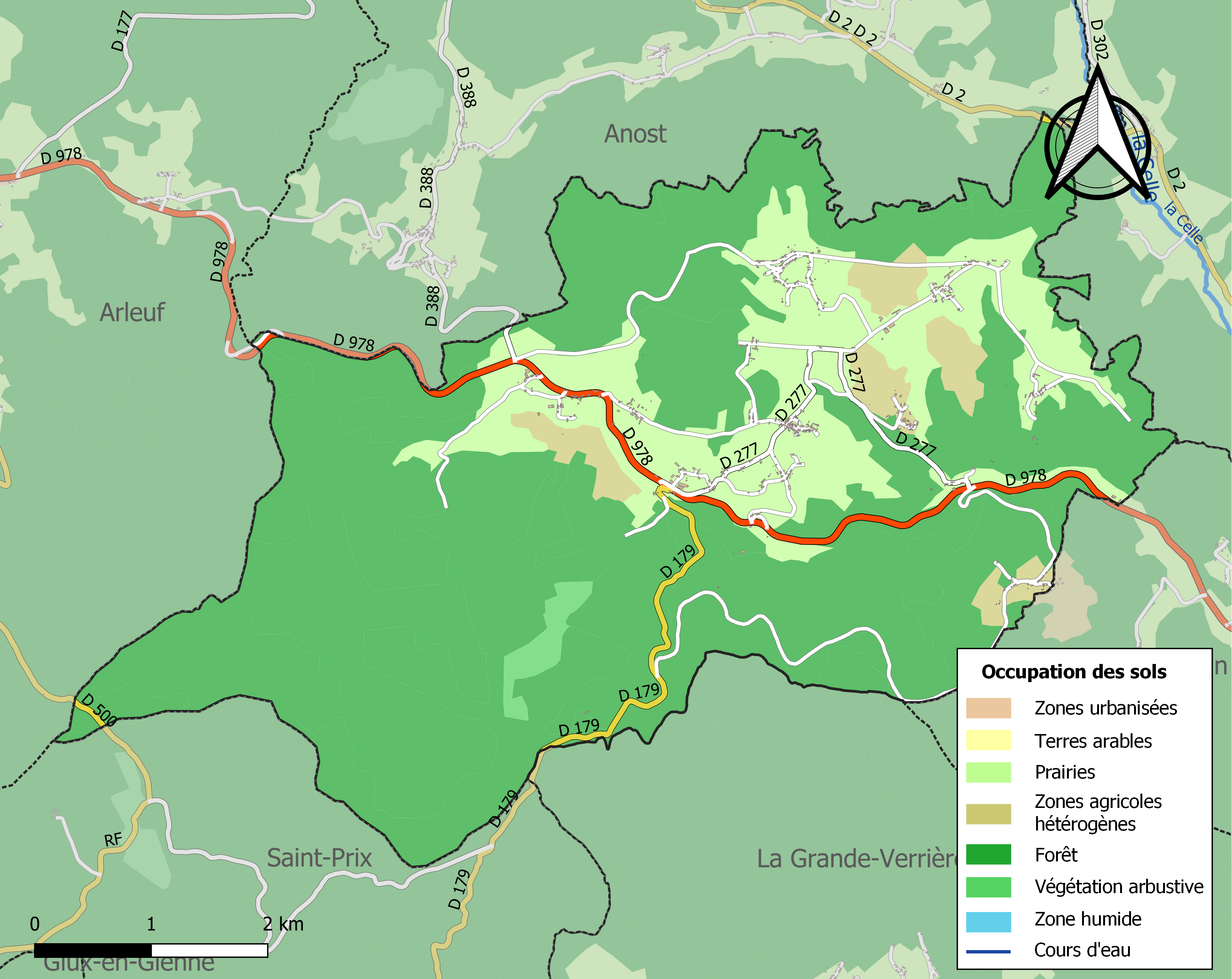
Carte des infrastructures et de l'occupation des sols de la commune en 2018 (CLC).

## Toponymie
Anciennement : Blain, Blinum, Ruscilium, Ruscilio.

## Histoire
On trouve sur ce finage des abris sous roches, datant du Néolithique et dont l'un est visible, son matériel étant déposé au Muséum d'histoire naturelle d'Autun.
La paroisse, datant du IXe siècle, était jadis du diocèse de Nevers et de l'archiprêtré de Châtillon-en-Bazois. Le patronage de la cure était au prieur de l'abbaye de Saint-Symphorien d'Autun. Cette terre appartenait depuis des temps anciens à une noble famille de ce nom, et il est vraisemblable qu'elle soit originaire de Roussillon dans les Pyrénées ou les comtes d'Autun avaient tissé des liens matrimoniaux et patrimoniaux avec les seigneurs du Languedoc-Roussillon. Thierry Ier, comte d'Autun en 755, eut un fils : Guillaume au Court-Nez qui devint comte de Toulouse et marquis de Septimanie, connu sous le nom de Saint-Guilhem.
Cette antique seigneurie de Blain, dépendance de la puissante baronnie de Roussillon et dont la forteresse couronnait un monticule escarpé, au sud d'Anost appartenait en partie, au XIIe siècle à la noble Maison de Château-Chinon, dont un membre portait le nom en 1177.

### XIe,XIIeetXIIIesiècles
Au XIe siècle un Girard de Roussillon fait sa fondation en l'église d'Anost, où l'on trouve son gisant. L'un de ses descendants par alliance : Hugues de Ternan, chevalier, se disait en 1240, seigneur de Cussy et de toutes les terres situées entre ce bourg et La Petite-Verrière. Jean de Chastillon-en-Bazois, surnommé le Roussillon fit aveu en 1260, à l'abbé de l'abbaye de Saint-Martin d'Autun, pour ses fiefs des vallées de La Celle-en-Morvan et de Sommant, et à l'évêque pour la châtellenie de Glaine, ou Glenne. Il se dit dans cet acte, oncle de Jean, sire de Châtillon-en-Bazois. En 1270, il a avec l'abbé de ce monastère : Michel de Meursault un grave différend, qui fut terminé par une sentence arbitraire. L'abbé disant que les fils de ce seigneur, Jean et Odinet de Roussillon, prirent Huguenin Dium, de La Celle, en la justice et seigneurie dudit abbé et vilainement le « cohibèrent et mirent en vilaine personne, au Crot-de-Glaine et par leur menaces ont tiré et levé 60 sous tournois ». Pareil pour ses célériers et ses gens qui prirent Esthevin de Montheret, homme taillable et exploitable dudit abbé et l'ont mené en prison à Rossillon. Pour pacifier cette affaire ils nommèrent des arbitres à savoir : Hugues de Gistre, chevalier et Geoffroy de Dalmace, clerc. Jean s'engagea et donna des lettres scellées de son sceau, attestant qu'il n'avait ni justice, nu signorie en la ville de La Verrière-sous-Roussillon, ni dans le meix d'Esthevin de Montheret. Il promit de faire conduire le détenu dans les prisons de l'abbé. En novembre 1271, son épouse Isabeau fit dénombrement de ses terres et entre autres Roussilon au duc de Bourgogne : Hugues IV de Bourgogne. Guillaume de Crux, parent de Jean, donna par son testament de 1277, une somme de cinquante livres pour marier une des filles de feu Hugues de Roussillon. Il choisit sa sépulture à Saint-Martin d'Autun. Jean laissa plusieurs enfants : Jean, Odinet et Pernette. Eudes de Roussillon, sire du lieu et frère de Jean de Châtillon-en-Bazois, fit aveu en 1293, au comte de Nevers : Louis Ier de Dampierre, pour ses maisons fortes. Il choisit sa sépulture, près de sa première femme à l'abbaye de Saint-Martin en 1298.
La seigneurie de Roussillon, avec haute, moyenne et basse justice, comprenait trois paroisses : Anost, Blain, Cussy-en-Morvan. Tous les habitants étaient serfs et de serve condition, mainmortables, partables, liges et corvéables. Elle prit le nom des seigneurs qui s'y installèrent après la destruction, au début du XVe siècle, de leur château d'Anost par les Armagnacs.
Les seigneurs avaient le droit d'élever des signes patibulaires, avec un faîte, pour la punition des criminels, partout où il leur plairait. Il y en avait deux selon le terrier de 1628, dans l'étendue de la châtellenie. L'un en l'Haut-du-Mont, au pariochage de Blain, et l'autre au lieu-dit : ès Roppes, au finage de Montcinet. Ils jouissaient du droit de péage, sur les chars et charrettes chargés traversant la baronnie. Du droit de pêche, de chasse, et de bannie pour les quatre moulins de Roussillon, Valterne, Cussy et Blain ; de minage pour les foires et marchés de Cussy, de tierces à raison de sept gerbe l'une.
Eudes de Roussillon, sire du lieu et frère de Jean de Châtillon-en-Bazois, fit aveu en 1293, au comte de Nevers, Louis Ier Dampierre pour ses maisons-fortes de Liernais, de Villiers et leurs dépendances. Par son testament passé en 1298, à Autun, il légua une partie de sa fortune aux églises et à ses vassaux, et choisit sa sépulture auprès de sa première femme à l'abbaye de Saint-Martin d'Autun. Il avait un frère Dom Guy de Roussillon, prieur de Saint-Saulge. Décédé sans postérité, ses biens passèrent aux enfants de son frère Jean de Châtillon, seigneur en partie de Roussillon : Pernette, femme de Jean de Sancerre, qui vendit sa part au duc Hugues V de Bourgogne, en 1309, pour la somme de 1600 livres ; Jean qui vendit la sienne en 1317, au duc Eudes IV de Bourgogne, frère du précédent, pour 1200 livres et Odinet en 1321. C'est ainsi que les trois cinquièmes de la châtellenie sortirent de la Maison de ses possesseurs d'origine. Le seigneur de Chissey, conserva son cinquième qui passa par alliance, dans la Maison de Chaulgy.
En 1298, Odon de Roussillon, voulant donner un gage d'amitié à son bon curé d'Anost, lui légua un lit de plume, convenablement garni et cinq sous dijonnais à chacune des églises de l'archiprêtré pour y faire célébrer deux messes pour le repos de son âme.

### XIVe,XVeetXVIesiècles
En 1468, Jean d'Aiguemorte, clerc et notaire publique, juré de la cour de monsieur le duc de Bourgogne Charles le Téméraire, certifie à monsieur le maréchal de Bourgogne qu'il s'est rendu à l'abbaye de Saint-Martin d'Autun, et au lieu où l'on tient le chapitre, près du cloître de celui-ci, il a pu voir une sépulture : « eslevée dessus terre, hault, en laquelle, comme m'ont dit et certifié les grand-prieur, sécrétain et plusieurs des religieux du dit monastère, est inhumé feu messire Othes, seigneur de Roussillon, chevalier, lequel a fondé céans par son testament ung anniversaire de cent sols de rente sur sa terre de Roussillon-en-Morvan, dessus laquelle sépulture est entaillé en grant ung personnage de seigneur armé et bien richement adorné, et y sont ses armes en quatre lieux. C'est à savoir en deux lieux près de l'estomac et ès deux côtés, et sont dites armes de « Losanges d'or et d'azur et le bort de gueule » comme appert par l'inspection des dites armes. Et semblablement du côté de la dite sépulture un tombeau où est inhumé Jean de Roussillon frère de messire Othes. Lequel a fondé également un anniversaire de cent sols sur la terre de Roussillon. Payable par noble messire Michel de Chaugy, chevalier ou ses officiers., et lesquelles armes semblables portent nobles hommes Girard et Anthoine de Roussillon, frères, seigneurs de Clomoux en l'Auxois j'ai vues les dites armes tant en une croix devant le château que ès verrières de l'église paroissiales dudit Clomoux et que je certifie être vray le 28 mai 1468 ». En cette année les trois cinquièmes de la baronnie appartiennent à Charles le Téméraire, les deux autres à Michel de Chaulgy, dit le Brave, seigneur de Chissey, héritier direct des sires de Roussillon et à Agnès de Maligny, veuve de Jean de Damas, seigneur baron de Crux-la-Ville et de Montaigu.
La Maison de Chaulgy, ou Chaugy ; Chaugiaco, connue pour son ancienneté et sa noblesse, était originaire du Forest, où elle possédait le seigneurie de Chesnay ou Chenay. Jean II de Chaugy, épousa Isabelle de Roussillon, fille de Jean seigneur de Chissey et de Jeanne de Semur, dame de Cuzy, que nous voyons partager, en 1370, les biens de la succession paternelle avec Hérard son frère, agissant au nom et se faisant fort pour la comtesse, leur sœur alors absente. Isabelle dame de Chaugy eut la terre de Roussillon, indivise avec le duc de Bourgogne: Philippe II le Hardi, et Agnès du Meix, veuve de Jean, seigneur de Menesserre, celle d'Athée, au pariochage d'Anost, de Palinges... dix livres tournois de rente, dues par noble Jean de Varennes et payable chaque année dans l'église de Blain. Hérard et la comtesse reçurent la maison-forte de Chissey, avec ses dépendances, la terre de Pouillenay, de Puleneyo et celle des Bordes, au diocèse de Langres, en partie. Il fut convenu que si Hérard mourait sans postérité légitime, Isabelle aurait trente six livres de terre sur la seigneurie de Chissey, ce qui arriva.
Isabelle de Roussillon eut de son union avec Jean II de Chaugy, plusieurs enfants, entre autres Jean III de Chaugy, écuyer et seigneur du lieu, de Chissey, de Roussillon, en partie. Il épousa Isabelle de Montaigu et en secondes noces Marie de Sercey, dame du lieu, de Savigny-l’Étang et en eut Michel, Antoine seigneur de Chesnay, Georges, Girard et Catherine mariée à N... de Damas, baron de Crux-la-Ville.
Michel de Chaugy, ou Michaut dit le Brave, seigneur de Chisszey, de Roussillon, en partie, conseiller et chambellan et maître d'hôtel du duc : Philippe III le Bon, fut un homme fort recommandable, sous tous les rapports. Le duc, en reconnaissance de ses grands et agréables services lui fit don, sa vie durant de 300 livres tournois de rente annuelle sur la baronnie de Roussillon, et lui céda sur son humble supplique le 31 janvier 1462, la mouvance de la terre et seigneurie de Marrey-en-Morvent, en la paroisse de Cussy-en-Morvan. Il acheta quelques années après la portion de Louis de Damas, seigneur de Montaigu, dans la châtellenie, que lui confirma Philippe le Bon le 5 mai 1473, et se trouva ainsi possesseur des deux cinquièmes. Toujours la même année, Claude de Viry, lui ayant vendu le fief du Monceau-lès-Blain, avec celui de La Bussière, Michel y fit bâtir un vaste château, vaste câteau flanqué de cinq grosses tours. À la mort de Charles le Téméraire, ce seigneur abandonna le parti de Marie de Bourgogne, sa fille et embrassa celui de Louis XI qui venait de réunir le duché à la couronne. Le monarque reconnaissant lui conserva ses titres et dignités et y ajouta de nouvelles faveurs. Michel de Chaugy adressa en 1479, une requête au roi pour faire retrait de la châtellenie de Roussillon, comme représentant direct des anciens seigneurs de cette terre. Le roi fit droit à sa requête et lui délivra en août de 1479, les lettres patentes. Ces lettres ne furent pas mises à exécution, car la mort frappa le brave de Chaugy. La seigneurie resta ainsi dans les mains des rois pendant plus de 60 ans. François Ier l'engagea à titre de rachat perpétuel au chapitre de la cathédrale d'Autun, pour 3600 livres.
Michel de Chaugy avait épousé Lorette de Jaucourt, veuve de Geoffroy de Clugny, seigneur de Ménesserre, dont elle avait eu de son premier mariage deux fils : Jacques et Claude de Clugny et avec lui aucune postérité, puisque l'année après sa mort le 22 mars 1480, ses neveux, à savoir : Édouard de Damas, seigneur de Bazoles ; Michel, son frère, seigneur de La Vallée, fils de Catherine de Chaugy ; Jean et Michel, fils d'Antoine de Chaugy seigneur de Chenay ; Jean, Jacques et Gilbert, enfants de noble Georges de Chaugy, au nom de leurs frères et sœurs, firent un premier partage, qui attribua aux Damas la terre de Saint-Aubin, en Charollais, avec mille écus en argent, puis un second le 4 octobre 1481, par lequel Antoine de Chaugy et les siens eurent la terre de Savigny-l’Étang et diverses rentes, et les enfants de Georges le château de Chissey, ses dépendances et les deux cinquièmes de la baronnie de Roussillon.
En 1531, Georges et Louis de Chaugy, fils de Michel et petits-fils d'Antoine, seigneurs de Savigny-l’Étang, de Roussillon en partie et du Monceau, reprirent l'instance du retrait de la baronnie et obtinrent le 17 octobre 1531 de François Ier de nouvelles lettres patentes, qui les autorisaient à la retirer des mains du chapitre d'Autun, en remboursant les 3600 livres du prix de l'engagement. Mais les lettres ne furent point entérinées à la chambres des comptes en l'an et jour et ne furent pas exécutées. L'affaire restera en suspens pendant neuf ans.
Louis de Chaugy, subrogea en son lieu et place Jacques de Lantaiges ou Lantages, chevalier, seigneur de Belan, de Vitry, de Marrey. Cet homme puissant reprit l'instance en vigueur en 1540 et obtint le 17 octobre, une nouvelle lettre du roi, qui ordonnait à ses gens d'entériner les précédentes, bien que le délai légal fut expiré et l'affaire marcha rondement. Les chanoines reçurent sommation d'accepter le remboursement, ce qu'ils furent contraints de faire, après de nombreux et vifs débats. En 1541, Jacques de Lantages fut mis en possession des trois cinquièmes de la châtellenie, tandis que Louis de Chaugy, seigneur de Monceau et de La Bussière jouissait par indivis des deux autres. Celui-ci avait épousé Charlotte de Lantages, fille de Girard de Lantages et de Françoise de Thoisy dont il eut 8 fils : Hugues, chevalier seigneur de Monceau, de La Bussière et de Roussillon, en partie ; Michel, sieur de Savigny-l'Etang ; Simon sire de Cuzy, Jacques, baron d'Anost; Georges que l'on voit traiter ensemble dans la succession paternelle en 1565, et trois autres morts jeunes.
En 1552, les habitants de Roussillon furent affranchis, par Michel et Georges de Chaulgy, et purent se dire francs-bourgeois et de franche condition, comme ceux d'Autun. Ils jouissaient comme les manans d'Anost et de Cussy, du droit d'usage et pacage dans les forêts de la châtellenie; ils pouvaient y prendre du bois mort et du mort-bois, pour leur chauffage ; du branchage du fol, coupé à la serpe, pour boucher leurs héritages, des pièces à bâtir, des pieds de chaussures pour leurs charrettes, charrues et autres engins. Ils pouvaient y conduire tout leur bétail, en temps de vaine pâture, en payant cinq sous par feu. La foire de Roussillon se tient alors le 14 août.
En 1558, un nommé Burot-Billon fut pendu et étranglé aux fourches patibulaires de Haut-du-Mont au pariochage de Blain.
Le 7 avril 1561, Hugues de Chaugy, ou Chaulgy, fait un traité avec Mathurin Brossard verrier de Vergigny, pour lui permettre de créer une verrerie à Monceau-lès-Gien. En 1565, Hugues de Chaugy, épouse Catherine de La Tournelle, fille de Guy sieur du lieu et de Claudine de Chissey, et acquiert trois ans plus tard d'Anne de Lantages, son cousin la terre de Marrey et les trois cinquièmes de la baronnie, dont il se trouva, ainsi le seul possesseur. Déjà propriétaire de la seigneurie de Gien-sur-Cure, dont il avait fait l'acquisition, en 1564, par une vente des officiers du roi du bailliage de Mâcon, sur l'Abbaye Saint-Rigaud, et qui resta toujours unie à Roussillon. Il eut au moins trois enfants de son union : Guy baron de Roussillon; Hugues marié à Madeleine-Claudine de Toulongeon ; Georgette, qui épousa Jacques de Fussey, baron de Menesserre. Catherine de La Tournelle, décéda le 21 avril 1575, après 10 ans de mariage et elle fut inhumée dans l'église de Blain. Hugues de Chaugy survécut jusqu'au 15 juin 1607, il avait 95 ans. Guy de Chaugy, baron de Roussillon, seigneur du Monceau, de Cussy, de Gien, chevalier des ordres du roi, gentilhomme ordinaire de sa chambre, maître de camp de ses armées et conseiller d'État, fut un seigneur de grande distinction. Le roi lui adresse un courrier le 1er septembre 1616, pour lui annoncer l'arrestation du Prince de Condé et l'engager à veiller au maintien du bon ordre. Quatre années plus tard c'est le duc de Bavière, comte palatin du Rhin qui le remercie de ses offres. Louis XIII, lui fournit quelques années plus tard des lettres patentes pour refaire le terrier de la châtellenie. On peut y lire : « au moyen des guerres, qui ont eu lieu ence royaulme, et par la négligence des officiers de ses prédécesseurs ; les lettres, titres, terriers, cartulaire et enseignements, ont esté la plupart perdus, pillés et fortuitement bruslés par des serviteurs, domestiques, n'en estant resté que bien peu, et par cette raison, les sujets ne veulent pas payer les droits seigneuriaux ». Le terrier fut refait en, 1628, par Jean Godard, devant lequel parurent, à la Vallée-sous-Cussy, 128 pères de famille pour faire leurs reconnaissances. Il acquit en 1620, la terre d'Anost de Jacques II de Chaugy, son cousin et porta dès lors le titre de comte. On ignore s'il y avait eu érection de la baronnie en comté ou si ce titre lui avait été accordé par le roi et n'était qu'honorifique.

### XVIIeetXVIIIesiècles
Guy de Chaugy épousa par contrat le 17 février 1602, Diane de Chastellux fille du comte Olivier de Chastellux et en eut : Nicolas, Michel baron de Cussy, marié à Bernarde de Cléron ; Hugues qui épousa Elisabeth du Broc des Mœurs et que nous voyons faire reconnaissance au terrier de Glaine en 1670. Don Christovat, prince du Portugal lui adressa une lettre le 11 août 1631 pour lui faire des éloges de son fils.
Nicolas II de Chaugy, chevalier, comte de Roussillon, qui fut colonel du Régiment de Bourgogne, en 1668, puis lieutenant-général pour le roi au gouvernement de cette province, par lettres de provisions de 26 mars 1675. Il épousa en 1681, Marie-Elisabeth de Rochefort, fille de François, marquis de La Boulaye, baron de Châtillon-en-Bazois, gouverneur des villes et châteaux de Vézelay et d'Avallon, grand bailli d'Autun, et de Madeleine Fouquet. Cette dame mourut en 1689, laissant un fils, Michel qui la rejoignit au tombeau. Nicolas se remaria le 14 octobre 1700 à Marie-Marthe des Champs de Marcilly, et en eut un fils Nicolas-Etienne et une fille Claude-Barbe, qui épousa Jean-Nicolas, marquis de Chaugy, son cousin, veuf de Suzanne du Châtelet, fille Florent, comte de Lomont, elle était veuve avec deux filles en 1754. Après le décès du comte Marie-Marthe convola en secondes noces avec François-Raymond-Félix de Broglie, comte de Revel qui mourut en 1720,.
Nicolas-Etienne de Chaugy, comte de Roussillon, colonel du régiment du Gâtinais, maréchal des camps et armées du roi, fut élu de la noblesse aux États de Bourgogne, en 1739 Il avait épousé en 1726, Louis-Charlotte de Bourbon, fille naturelle de Louis III, duc de Bourbon, père du prince de Condé, dont elle fut la gouvernante. Elle décéda à Paris le 6 octobre 1754. Ce Nicolas-Etiennede Chaugy, avait une morale déplorable, vivant publiquement avec une femme Marianne Perrin, dont il eut sept ou huit bâtards. Atteint d'un cancer de la langue sur le côté gauche il fit son testament et sans postérité légitime légua en septembre 1772, ses biens : le comté à Philippe-Louis de Chastellux, marquis, second fils du comte Antoine-Guillaume de Chastellux, à la condition de prendre le nom et les armes de Chaugy et que s'il décédait sans postérité, il passerait au comte de Chastellux. Il donna son mobilier et l'hôtel de Roussillon, à Autun à Marianne et mourut le 30 septembre 1772. Il fut inhumé dans l'église.
Le marquis Philippe-Louis de Chastellux-Chaugy-Roussillon, fut élu de la noblesse aux États de Bourgogne et mourut sans postérité, d'une fluxion de poitrine le 26 janvier 1784. Il laissa le comté à Henri-Georges-César de Chastellux, son neveu. À la mort de ce dernier en 1814, Roussillon passa à ses enfants Henri-Louis, duc de Rauzan ; Géorgine, mariée au comte de La Bédoyère, et Pauline qui épousa le comte Roger de Damas.
Les marquis de Roussillon, partageaient avec le curé les dîmes de Gien-sur-Cure.

### La Révolution
Démolition du château et violation des sépultures de l'église, le corps de Nicolas-Etienne de Chaugy fut jeté à la voirie et son cercueil de plomb servit à faire des balles. Le manoir du Monceau ou de Roussillon, fut vendu le 13 mai 1794 et démoli en 1800, par Chassey qui en dispersa les matériaux. Il n'en reste plus au XIXe siècle que l'orangerie et les remises qui étaient d'une élégance quasi royale, nous dit l'Abbé Jacques-François Baudiau.

## Armoiries de la Maison de Chaugy
Selon Paillot :

« Écartelé d'or et gueules, ayant pour support, à dextre, un lion d'or, et à senestre un sauvage de gueules tenant de sa main gauche une massue de bois, et pour cimier, un casque d'or, taré de front, avec une couronne royale, surmontée d'un mufle de lion, aussi d'or. »

## Politique et administration

### Liste des maires
| Période                                  | Période   | Identité           | Étiquette | Qualité |
| ---------------------------------------- | --------- | ------------------ | --------- | --- |
| Mars 1983                                | Mars 2001 | Michel Dessertenne | PS        | Conseiller général du canton de Lucenay-l'Évêque et doyen de l'assemblée départementale de Saône-et-Loire (1998-2011) |
| mars 2001                                | mars 2008 | Didier Carlet      |           | |
| mars 2008                                | en cours  | Gérard Trémeray    | SE        | |
| Les données manquantes sont à compléter. |           |                    |           | |

## Démographie
L'évolution du nombre d'habitants est connue à travers les recensements de la population effectués dans la commune depuis 1793. Pour les communes de moins de 10 000 habitants, une enquête de recensement portant sur toute la population est réalisée tous les cinq ans, les populations de référence des années intermédiaires étant quant à elles estimées par interpolation ou extrapolation. Pour la commune, le premier recensement exhaustif entrant dans le cadre du nouveau dispositif a été réalisé en 2007.

En 2022, la commune comptait 274 habitants, en évolution de +2,24 % par rapport à 2016 (Saône-et-Loire : −1,06 %, France hors Mayotte : +2,11 %).
| 1793  | 1800 | 1806  | 1821  | 1831  | 1836  | 1841  | 1846  | 1851  |
| ----- | ---- | ----- | ----- | ----- | ----- | ----- | ----- | ----- |
| 1 036 | 981  | 1 109 | 1 244 | 1 226 | 1 302 | 1 551 | 1 689 | 1 561 |

| 1856  | 1861  | 1866  | 1872  | 1876  | 1881  | 1886  | 1891  | 1896  |
| ----- | ----- | ----- | ----- | ----- | ----- | ----- | ----- | ----- |
| 1 570 | 1 513 | 1 488 | 1 602 | 1 584 | 1 598 | 1 525 | 1 519 | 1 280 |

| 1901  | 1906  | 1911  | 1921 | 1926 | 1931 | 1936 | 1946 | 1954 |
| ----- | ----- | ----- | ---- | ---- | ---- | ---- | ---- | ---- |
| 1 145 | 1 087 | 1 005 | 910  | 516  | 693  | 678  | 576  | 497  |

| 1962 | 1968 | 1975 | 1982 | 1990 | 1999 | 2006 | 2007 | 2012 |
| ---- | ---- | ---- | ---- | ---- | ---- | ---- | ---- | ---- |
| 438  | 369  | 317  | 338  | 337  | 310  | 287  | 284  | 271  |

| 2017 | 2022 | - | - | - | - | - | - | - |
| ---- | ---- | - | - | - | - | - | - | - |
| 270  | 274  | - | - | - | - | - | - | - |

## Lieux et monuments

### Château de Roussillon-en-Morvan
En 1473, l'un des descendants des Armagnacs, Michel de Chaulgy, ou Chaugy, conseiller et chambellan du duc de Bourgogne, se fit construire un « vaste câteau flanqué de cinq grosses tours ». Vendu comme bien national, il fut démoli à la Révolution. Il ne reste que quelques ruines d'une tour comprise dans la construction de la ferme voisine. Et d'autres ruines éparses dans les taillis avoisinants. Une riche demeure lui succéda, dont il ne reste que l'orangerie, au lieu-dit « Le Château ». Il était situé entre le bourg de Roussillon et le hameau de Chézet. C'est aujourd'hui une construction à usage de colonie de vacances. On y accédait par une large avenue de deux mille mètres allant du Levant au Couchant.
Dans le bourg de Roussillon se dressent de belles maisons, résidences secondaires construites au XIXe siècle pour les bourgeois d'Autun ; la place en offre le meilleur exemple.

### Église Saint-Jean-Baptiste
Elle occupe la pointe orientale du plateau, elle est sous le vocable de Saint-Jean-Baptiste. L'église qui semble remonter au XIe siècle, était couverte à l'origine par un toit de chaume ; elle fut reconstruite en 1858 après l'incendie, sur les plans de l'architecte Roidot-Houdaille d'Autun et décorée par le curé. Elle possède de beaux vitraux et statues. C'est un édifice à trois nefs, dans un style ogival. On y remarque deux cloches, la petite fut bénie en 1781, elle eut pour parrain, le marquis Philippe-Louis de Chastellux et pour marraine Angélique de Durfort de Duras. La plus grosse bénite en 1858, eut pour parrain François-Xavier Gillot et pour marraine Elisabeth Pignot. L'ancienne église était surmonté d'un petit clocheton en bardeaux, ayant la forme d'une guérite. Le presbytère contigu au Nord n'était pas très confortable. Il fut décrit dans un poème de l'abbé Jean-François Cassier, un enfant du Morvan. Ce poème fut publié sous le nom de Lenoble en 1751 une première fois en Suisse à Bâle et à Lyon en 1772.
Parmi la statuaire, provenant de l'ancienne église : un très beau Christ en croix, une statue de saint Aignan, un saint Jean-Baptiste et un saint Sébastien du XVIIe siècle, ainsi que la statue d'un saint évêque du XVIIIe siècle.
Dans l'ancienne église étaient inhumés Catherine de La Tournelle en 1575 et son époux Hugues de Chaugy en 1607.
La place de l'église, parfaitement rectangulaire, possède en son centre une fontaine monumentale surplombée d'une statue de la Vierge Marie. À l'une des extrémités de la place, le monument aux morts où sont inscrits plus de 60 noms alors que la commune compte aujourd'hui 300 habitants environ.

### Pont du Seuil et sa roche
La commune possède cinq fontaines. Deux d'entre elles se trouvent sur la place de l'église : la première, surmontée d'une vierge du XIXe siècle, en bronze, qu'a fait réaliser le curé en grandeur nature et qui est désormais fleurie ; une croix se dresse près de l'autre. Ancienne place Vallette.

#### Fontaine Saint-Jean
Présente un bassin couvert où se trouve un ancien lavoir ; une croix s'y élevait jadis et, le matin du 24 juin, avant la messe, fidèles et curé s'y rendaient en chantant pour obtenir la protection de saint Jean-Baptiste, à qui est dédiée l'église.

#### Fontaine d'Aigreveau
Au hameau du même nom, agrémentée d'un abreuvoir et d'un lavoir a été restaurée.

#### Fontaine-Saint-Martin
Il ne reste pas grand chose de cette fontaine qui était le théâtre de rites thérapeutiques nocturnes.

### Ancienne baraque de logements desharkis
Une baraque construite en préfabriqué est l'ultime témoignage du hameau forestier de Glenne, lieu qui a la particularité d'avoir accueilli des familles de harkis après la fin de la guerre d’Algérie. Édifice précaire, reflétant les dures conditions de vie de ces familles, la baraque a été inscrite au titre des monuments historiques par arrêté du 15 février 2022.

## Personnalités liées à la commune
- Roussillon-en-Morvan est le village natal de l'illustrateur Jacques Maurice Dessertenne.